# Théodore Teichmann
Jean Théodore Frédéric Teichmann, né le 3 août 1788 à Venlo et mort le 4 juin 1867 à Anvers, est un homme politique belge.

## Biographie
Teichmann est le fils de Georges Teichmann et de son épouse Elisabeth Enderlin de Montswyck. Son père était allemand et sa mère était originaire de Suisse. Teichmann étudia à l'université de Liège et à l'École polytechnique de Paris. Il a ensuite travaillé comme ingénieur pour les gouvernements de France et des Pays-Bas. 
Après la révolution belge de 1830, il devint inspecteur général des ponts et chaussées. À cette période, il se positionne sur la scène politique de la jeune Belgique et en 1831, il est nommé Ministre de l'Intérieur ad interim puis représentant de Bruxelles entre 1832 et 1834. Teichmann fut également nommé gouverneur ad interim d'Anvers en 1833, puis gouverneur à part entière  en 1845. Entre 1847 et 1848, il siège également comme sénateur, mandat qu'il quitte à la suite de l'adoption d'une loi sur les incompatibilités des mandats politiques. 
En tant que gouverneur, Teichmann promeut surtout les infrastructures de communication de la province d'Anvers. Francophone, il s'est toutefois employé à ce que le rapport annuel de l'administration provinciale soit aussi disponible en néerlandais. Il eut également une politique volontariste de recrutement de fonctionnaires néerlandophones, ce qui ne lui attira pas que des amis au sein du gouvernement. En 1862, Teichmann tira sa révérence de la scène politique.
La famille Teichmann a fait fortune dans l'industrie de l'armement et de la poudre à canons. 
Théodore Teichmann épousa en premières noces Jenny Cooppal. Après le décès de celle-ci en 1816, il épousa sa sœur Marie, avec laquelle il eut quatre filles. Parmi celles-ci, Constance Teichmann (1824–1896) acquit une certaine notoriété par son engagement culturel et social.